# Вибухове руйнування
Вибухове руйнування (рос. взрывное разрушение, англ. blasting destruction, cutting by blasting; нім. Explosionszerstörung, Explosionszerkleinerung, Explosionszersetzung) — швидкісний процес розділення твердого середовища на окремості під дією вибуху. У результаті вибухового руйнування за рахунок високої швидкості прикладення навантаження і деформування середовища утворюється безліч тріщин, на відміну від статичного руйнування, для якого характерне утворення одиничних тріщин. В реальних гірських породах завжди існують дефекти, неоднорідності різного масштабу — від природної тріщинуватості масиву до дислокацій у зернах мінералів. Ці дефекти, особливо тріщинуватість та шаруватість, найбільше впливають на ґранулометричний склад продуктів вибухового руйнування. На створення нової поверхні в масиві витрачається тільки близько 1 % енергії вибуху. Управління руйнуючою дією вибуху здійснюється шляхом застосування короткоуповільненого, буферного та ін. висадження.